# Centre d’études en sciences sociales sur les mondes africains, américains et asiatiques
Le Centre d’études en sciences sociales sur les mondes africains, américains et asiatiques (CESSMA), est un laboratoire de recherche interdisciplinaire accueillant des chercheurs et doctorants de l'université Paris-Diderot, de l'Institut national des langues et civilisations orientales (INALCO) et de l'Institut de recherche pour le développement (IRD).
Ce laboratoire interdisciplinaire rassemble 60 chercheurs et enseignants-chercheurs titulaires en histoire, géographie, sociologie, économie, anthropologie, urbanisme
Le CESSMA est membre de l'Africa-Europe Group for Interdisciplinary Studies qui rassemble plusieurs centres européens de recherche sur l'Afrique}, du GIS Études asiatiques, du GIS Institut du Genre, du GIS Études africaines en France, et de la Fédération sciences sociales suds.

## Histoire
Le CESSMA nait en 2014 de la fusion de trois unités de recherche : l'unité Sociétés en développement : études transdisciplinaires (SEDET, EA4534) de l'université Paris-Diderot, l'unité Histoire, sociétés et territoires du monde (HSTM, EA4511) de l'INALCO et un groupe de chercheurs de l'IRD venus de l'UMR 201 Développement et sociétés (DEVSOC),.

## Publications collectives
- Philippe Cadène, Nicolas Bautès (dir.), La mondialisation: l'intégration des pays en développement, Sedes, 2006.
- Véronique Dupont (dir.), The Politics of Slums in the Global South, Routledge, 2016.
- Bernard Hours, Pépita Ould Ahmed (dir.), An anthropological economy of debt, Routledge, 2015.
- Isabelle Guérin (dir.), Under Development Gender, Palgrave Macmillan, 2014.